# 이안타사우루스

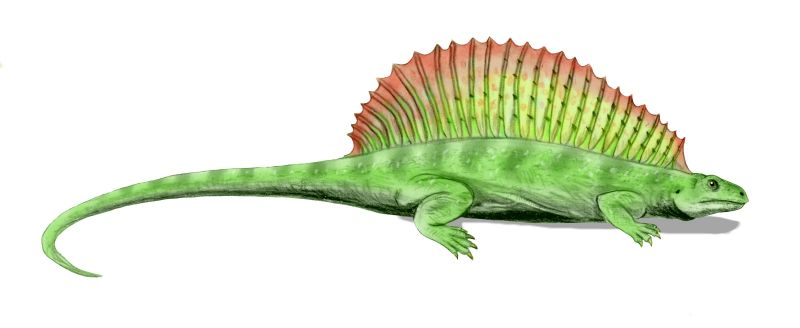

이안타사우루스(학명:Ianthasaurus hardestii)는 반룡목 에다포사우루스과에 속하는 도마뱀이다. 지금은 멸종된 종으로서 전체적인 몸길이가 75cm인 소형의 몸집을 가진 도마뱀이다.

## 특징
이안타사우루스는 석탄기 후기에 생존했던 에다포사우루스과의 멸종된 속이다. 그것은 8cm의 두개골과 총 몸길이 75cm의 가장 작은 펠리코사우루스 중 하나이다. 이안타사우루스는 에다포사우루스에서 볼 수 있는 화려한 전문화들이 많이 부족하다. 예를 들어 이안타사우루스의 치아는 식충성 파충류와 비슷하며 끝이 약간 구부러진 원추형 치아를 가지고 있으며 개 모양의 영역이 약간 발달하고 있다. 구개골 및 하악골 의치는 전문적이지 않으며 식물성 물질을 찌그러뜨리기 위한 치아 배터리가 없다. 또한 에다포사우루스와는 달리 이안타사우루스는 몸이 가벼웠고 아마도 매우 민첩했을 것이다. 이러한 두개골은 먼 친척이지만 스피나코돈티드인 햅토두스와도 비슷했다. 먹이로는 당대에 서식했던 곤충, 절지동물, 무척추동물, 양서류를 주로 잡아먹고 살았을 육식성의 도마뱀으로 추정되는 종이다.

## 생존시기와 서식지와 화석의 발견
이안타사우루스가 생존했었던 시기는 고생대의 석탄기로서 지금으로부터 3억 5920만년전~2억 9900만년전에 생존했었던 종이다. 생존했었던 시기에는 북아메리카를 중심으로 하여 당시에 존재했었던 초원, 산림 등에서 주로 서식했었던 종이다. 화석의 발견은 1986년에 북아메리카의 석탄기에 형성된 지층에서 미국의 고생물학자인 로버트 R.에 의하여 처음으로 화석이 발견되어 새롭게 명명된 종이다.